# Jean Hameau
Jean Hameau (1779-1851) est un médecin français né et installé à La Teste-de-Buch. Auteur d'une étude prémonitoire sur les virus, il a mis en œuvre des traitements originaux de certaines maladies infectieuses. Il fut maire de sa commune de 1844 à 1848.

## Biographie et formation
Jean Hameau est né le 5 octobre 1779 à La Teste-de-Buch. Son père, André Hameau, était un tailleur originaire de Saint-Laurent-du-Bois dans l'Entre-deux-Mers, et sa mère, Jeanne Labouroire était originaire de Montfort-en-Chalosse.
À quinze ans, il s'initie à la médecine pendant deux ans auprès d'un médecin installé dans les Landes. Puis il se rend à Paris où il reste de 1797 à 1801. Il est élève de l'école de médecine de Paris et de Jean-Nicolas Corvisart à l'hôpital de la Charité. Il y apprend la pratique de la vaccine (vaccination anti-variolique) avec les professeurs Joseph Ignace Guillotin et Philippe Pinel.
À son retour en Gironde, il s'inscrit à l'école des officiers de santé du collège de Saint-Côme à Bordeaux dont il obtient le diplôme en 1804. Il peut désormais exercer la médecine et s'installe sur les bords du bassin d'Arcachon.
Le 6 mai 1807, il soutient, à Montpellier, sa thèse sur La topographie physico-médicale de La Teste-de-Buch, un modèle d'écopathologie et s'installe définitivement à La Teste-de-Buch.
Pourvu d'un esprit d'observation aigu, il rédige des notes détaillées qui font l'objet de communications dans les sociétés scientifiques bordelaises et parisiennes.[non neutre]
À partir de 1811, il est conseiller municipal.
En 1824, il épouse Marguerite Hélène Fleury, fille d'un riche propriétaire foncier et s'installe dans l'Hôtel de Caupos, maison de son beau-père. Ils ont trois enfants, Gustave, Rose et Élise.
Il exerce les fonctions de maire de La Teste-de-Buch entre 1844 et 1848. Son fils Gustave, médecin également, fut aussi maire de La Teste de 1857 à 1862 puis maire d'Arcachon de 1879 à 1881.
Il décède à 72 ans, le 1er septembre 1851, des suites d'une intervention chirurgicale pour une affection bénigne à l'Hôpital Saint-André de Bordeaux, malgré ses préconisations en matière d’asepsie.

## Activités médicales

### La morve du cheval
En 1810, Jean Hameau fait la première description de la transmission d’une maladie des chevaux, la morve, à l’homme.

### Les «fièvres intermittentes» ou paludisme
Cette pathologie est l'occasion de plusieurs communications, en 1811 et 1812, dans lesquelles Jean Hameau fait part du traitement qu’il utilise avec succès, en contradiction avec les préconisations classiques, Il suggère, pour éradiquer cette maladie, de faciliter l’écoulement des eaux, établissant ainsi une relation de cause à effet entre les eaux stagnantes et cette maladie.

### La dysenterie et les fièvres typhoïdes
Il isole la dysenterie qui se manifeste par des douleurs abdominales, des selles sanguinolentes, que Jean Hameau traite par des prises d'ipéca accompagnées d'un régime à base de crème de riz et de panades peu consistantes.
Jean Hameau distingue les fièvres muqueuses qui peuvent durer un mois avec selles diarrhéiques douloureuses et présence de sang et somnolence. Elles se développent  près des puits à fleur de terre souillés par des matières fécales. Le traitement semblable est complété par des lavements de décoction de graines de lin et de son. À titre préventif, il recommande la surélévation des puits pour éviter la contamination des eaux.

### La pellagre ou mal de La Teste-de-Buch
Cette maladie était déjà citée dans les principaux ouvrages médicaux du XXe siècle.
Pendant 11 ans, de 1818 à 1829, Jean Hameau va observer une maladie nouvelle, caractérisée par une éruption cutanée printanière. lI a l'intuition de rapprocher des troubles bien différents, digestifs et neuro-psychiques, apparus plusieurs mois après chez un même patient. On s’aperçut que cette affection présentait des signes communs avec une maladie déjà décrite en Lombardie et en Espagne, et qu’on dénommait Pellagre.

### Les bains de mer
Il publie en 1836 un essai intitulé : Quelques avis sur les Bains de Mer, à propos de son expérience de médecin de l’établissement Legallais qu’il a contribué à créer. En 1838, il est nommé médecin-inspecteur des bains.

### Le choléra
Jean Hameau a 70 ans, lorsque le choléra sévit à La Teste-de-Buch de juillet à décembre 1849. Il comprend que la cause du choléra réside dans les matières rendues par le malade (selles, vomissements). Il va traiter à l’aide de lavements de sulfure noir de mercure et obtient la guérison de la plupart de ses patients.

## Étude sur les virus

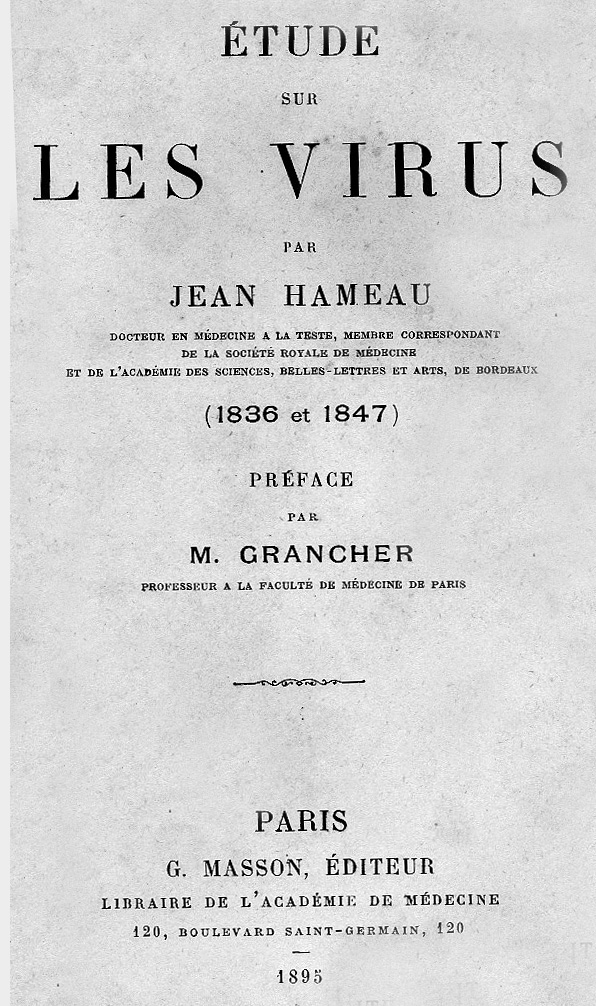
Couverture de lÉtude sur les virus de Jean Hameau.

Mais l’année essentielle de son œuvre médicale, qui lui vaudra une renommée nationale, est l’année 1837, au cours de laquelle il expose pour la première fois ses études sur les virus devant la Société royale de médecine de Bordeaux, sous le titre : Réflexions sur les virus.
Jean Hameau ne convainc pas ses confrères de la justesse de ses idées. Il ne se décourage pas et adresse son travail à l’Académie nationale de Médecine en 1843, sans plus de résultat.
Après plusieurs interventions, de lui-même ou de confrères venus étudier la pellagre à La Teste-de-Buch, et sa publication dans la presse médicale, le Mémoire sur les virus est enfin présenté en séance de l’Académie de médecine le 14 avril 1850 par le professeur Londe qui écrit à son auteur : « Votre œuvre interprète des faits jusqu’alors inexpliqués, ouvre un nouvel horizon à l’étiologie et à la thérapeutique de plusieurs maladies terribles, et montre le seul chemin qu’on doive suivre désormais pour en délivrer l’humanité ».
Dans ce mémoire, Jean Hameau définit les virus, ou germes, et explique leur mode d'action avec une grande clarté, alors que les notions, à cette époque, sont extrêmement floues. Il décrit avec précision, l’origine des maladies contagieuses et leur déroulement selon les quatre phases qui sont toujours reconnues : la contagion, l’incubation, la multiplication des germes, puis la phase terminale de la maladie non traitée avec, soit la guérison soit la mort.
Il envisage l’existence d’anticorps, évoque la possibilité de vaccins par des virus atténués, préconise asepsie et antisepsie, incite à trouver des médicaments toxiques pour ces germes.
Ce n'est que cinquante ans plus tard que Louis Pasteur confirmera la géniale intuition de Jean Hameau, avec des moyens autrement élaborés.

## Autres activités
Jean Hameau, esprit curieux, possédait un véritable esprit encyclopédique. Ainsi, présente t-il deux communications que l’on peut qualifier de philosophiques : Idée sur la nature du soleil, dans laquelle il s’étend longuement sur le rôle primordial de l’homme dans le développement de notre monde et un Essai philosophique sur les idées innées.
Pendant plusieurs années, il adresse à la Société de médecine de Bordeaux, un document relatif à la constitution médicale des communes qui bordent le bassin d'Arcachon. Jean Hameau se montre un remarquable géographe, mais aussi un véritable sociologue, bien que le mot n’existe pas encore à son époque.
Il s’est aussi adonné à la poésie, affirmant sans équivoque sa fidélité au régime monarchique dans son poème Le Lis.

## Maire de La Teste-de-Buch (1844-1848)
En juin 1844, à 65 ans, par décret royal de Louis-Philippe Ier, roi des Français, il est nommé maire de La Teste-de-Buch. Il le reste jusqu'en 1848.

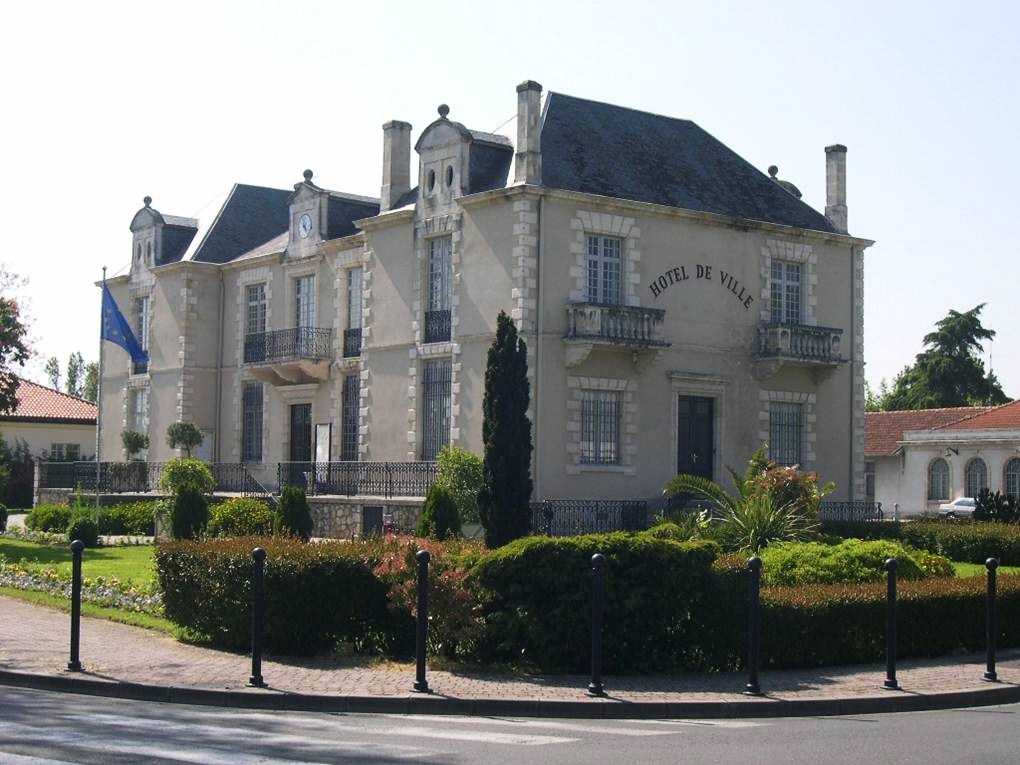
Hôtel de Caupos. Maison habitée par Jean Hameau de 1824 à 1844.

Son mandat est marqué par des démêlés avec :
- les armateurs, courtiers et transitaires bordelais qui abusaient de leur situation auprès     du pouvoir central pour détourner les fonds publics, malgré les redevances     considérables versées au Trésor par le port de La Teste-de-Buch ;

- la compagnie gérant la voie ferrée Bordeaux-Bayonne ;

- le 18 novembre 1844 la  confrontation avec le ministre des Travaux publics au sujet de voies locales et de la gestion budgétaire entre l’État et la commune ;

- le comte d’Armaillé dans l'affaire des prés-salés : les procès intentés à partir de 1846 contre le droit de paissance consenti en 1550 par Frédéric de Foix, captal de Buch, furent un échec répété pour le maire.

Il fait décider et commencer la construction de la halle le 12 octobre 1844 et de l’hôpital le 29 octobre 1844. 
Il essaie de réaliser un « atelier national » pour lutter contre la mendicité. Mais le climat social se dégrade et le 18 mars 1848, Oscar Déjean présidant la séance du conseil municipal annonce l'arrêté du délégué du Gouvernement provisoire à Bordeaux, révoquant Jean Hameau de ses fonctions de maire.

## Hommages posthumes
À la mort de Jean Hameau, aucun hommage particulier ne lui fut rendu par les élus municipaux.
En 1860, le professeur Landouzy le considère comme une véritable gloire médicale et demande qu’on lui érige une statue à Bordeaux ou à La Teste-de-Buch.
En 1867, le docteur Pyrol de Biermont prononce l'éloge historique de Jean Hameau dans la séance publique de l'Académie de médecine de Bordeaux.
Le 10 février 1896, La Teste-de-Buch décide de donner le nom de Jean Hameau à la place principale de la ville précédemment dénommée « place de Tournon ».
Dans sa séance du 30 décembre 1898, la Société de médecine et de chirurgie de Bordeaux estime qu’il y a lieu d’ériger un monument à la mémoire de Jean Hameau et, à cet effet, ouvre une souscription auprès de tous les médecins de la Gironde. On compte deux mille souscripteurs pour un montant de 17 000 francs.
Un demi-siècle après sa mort, le 27 mai 1900 a lieu l’inauguration d’une statue de bronze sculptée par Gaston Leroux, au centre de la place Jean-Hameau.
En 1942, pour satisfaire la demande des autorités d’occupation en quête de récupération de métaux non-ferreux, la statue est descendue de son socle et quitte La Teste. On est certain que, comme des milliers d'autres monuments français en bronze, elle fut ensuite fondue afin que son métal soit réemployé par l'industrie de guerre du IIIe Reich.
En 1962, un buste, réalisé à partir d’un moulage de la statue originale, prend place dans le square Jean-Hameau, à l'arrière de la Maison Lalanne. Par la suite, ce buste a été transféré au Pôle de santé d'Arcachon.  

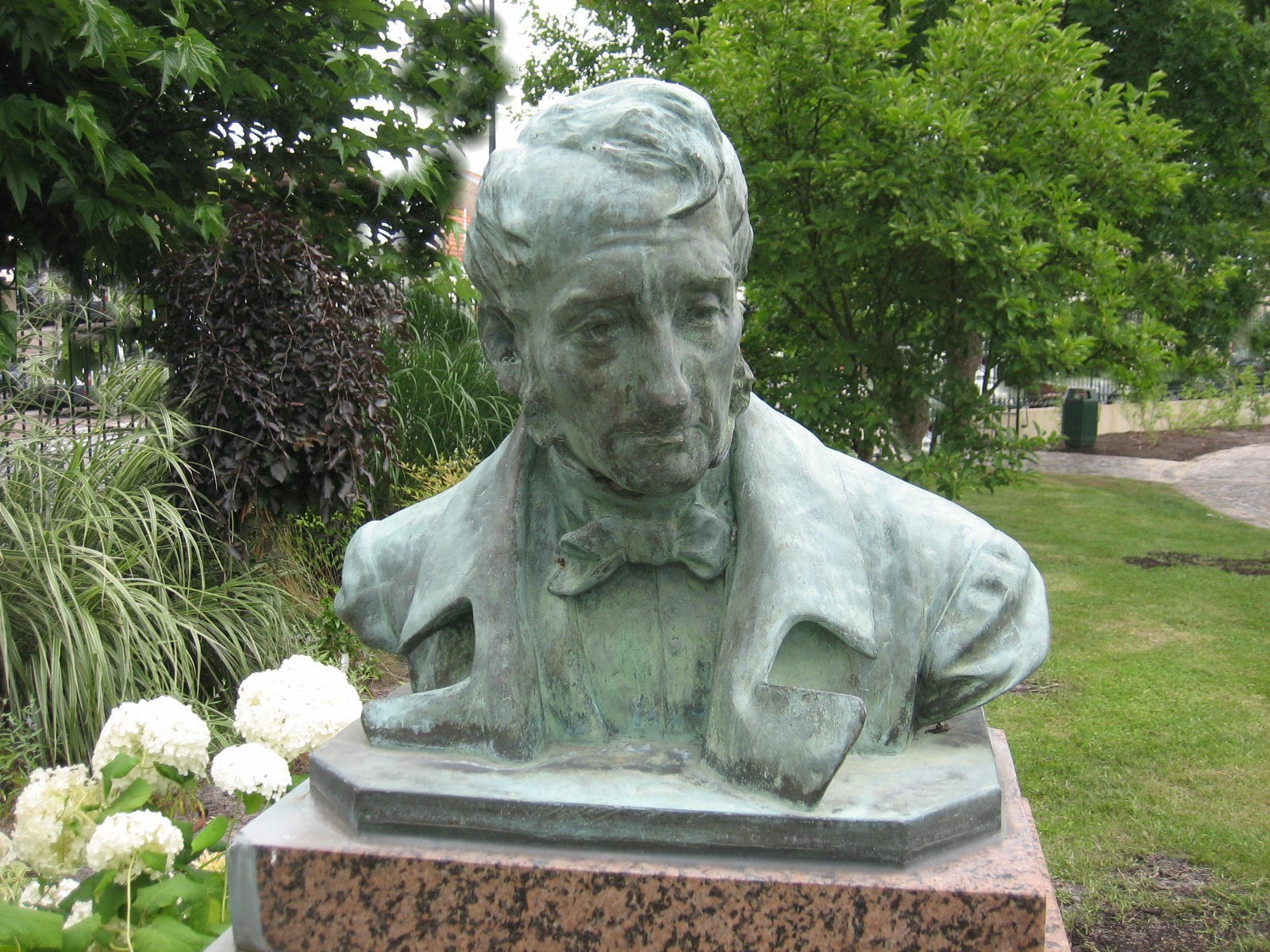
Buste de Jean Hameau installé au Pôle de santé d'Arcachon.

Le 1er juin 1978, est inauguré par Simone Veil, ministre de la Santé, le Centre hospitalier Jean-Hameau, dans la forêt et à proximité de la route conduisant à Pyla-sur-Mer. Ce centre a aujourd'hui été déplacé pour occuper un plus vaste domaine, au sud de la commune, à proximité de la voie directe Bordeaux-Arcachon. La voie menant au nouveau Pôle de santé d'Arcachon porte le nom de Jean-Hameau depuis le 15 mars 2013 et le buste a été déplacé dans l'espace vert qui borde le nouvel établissement.
En novembre 2007, l’association Les Amis de Jean Hameau est créée dans le but de faire connaître l’œuvre du médecin.
Cette association a pris l'initiative de faire ériger une nouvelle statue de Jean Hameau (aussi fidèle que possible à l'originale), à proximité de l'emplacement de celle de 1900, au centre de La Teste-de-Buch.
Afin de réunir les fonds nécessaires, une souscription est lancée parmi tous les Testerins, les communes voisines, le Conseil général, les entreprises, les commerçants, etc., 
Une maquette en argile est réalisée par Patrick Lesca, sculpteur testerin, avant l'exécution du moulage en bronze par la fonderie des Cyclopes de Libourne, sous le contrôle d'Annick Leroy, sculptrice rennaise.
La statue est inaugurée solennellement le 18 septembre 2011 dans le cadre des Journées européennes du patrimoine, en présence de Jean-Jacques Eroles, maire de La Teste-de-Buch et de quelques descendants du médecin.

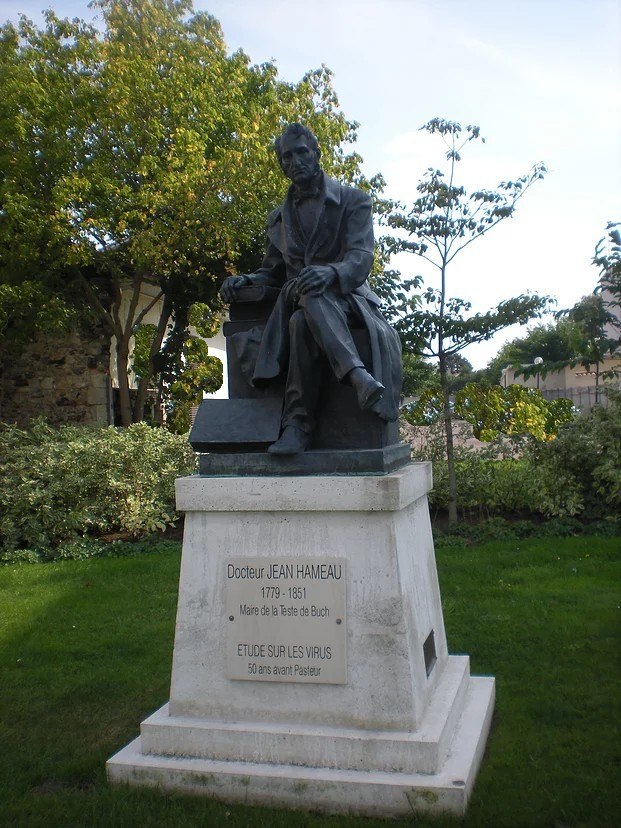
Cette statue a été inaugurée le 18 septembre 2011.

Elle fait face à la Maison Lalanne qui fut occupée par son fils Gustave Hameau de 1851 à 1872.
Enfin, un Espace Jean-Hameau est inauguré le 8 juin 2017, par le maire de La Teste-de-Buch, au sein de « La Centrale », un organisme ludique et pédagogique créé dans l'ancienne mairie habitée par Jean Hameau de 1844 à 1848, pendant son mandat de maire de la commune.
L'espace Jean-Hameau rassemble du mobilier ayant appartenu à sa famille ainsi qu'une documentation relative au médecin.
Il existe une rue Jean-Hameau à Bordeaux, dans le nord du quartier des Chartrons. Tout proche de celle-ci et la desservant, sur le boulevard Alfred-Daney un arrêt d'autobus est nommé Jean-Hameau.